# Monte Hampton
O Monte Hampton é um vulcão em escudo com uma caldeira circular cheia de gelo. É um vulcão gêmeo com o pico Whitney a noroeste e fez erupções de rochas de fonólito.

## Geografia e geologia
O Monte Hampton é o vulcão mais ao norte da Cordilheira do Comitê Executivo na Terra Marie Byrd, na Antártica. Possui o formato de um vulcão em escudo simétrico não erodido. Com uma aparência "impressionante" e uma caldeira de 5 quilômetros de largura cheia de gelo. Como outros vulcões na Cordilheira do Comitê Executivo, é um vulcão emparelhado com o noroeste de 3.003 metros de altura Whitney Peak e o sudeste de 3.323 metros de altura Marks Peak, que é o principal cume do Monte Hampton. A cúpula noroeste está associada com sua própria caldeira, que é parcialmente cortada pela caldeira do Monte Hampton no flanco sudeste e enterrada pelos fluxos de lava deste último. Os centros das duas caldeiras estão a cerca de 8 quilômetros de distância. Com base em afloramentos, parece que a maior parte do vulcão é formada por rochas de fluxo mas bombas de cimento e lava ocorrem em aberturas parasitárias.
A montanha sobe cerca de 1 km acima da superfície do manto de gelo da Antártida Ocidental que enterra a maior parte do edifício, e cumes de moraina são encontrados em sua base no manto de gelo. Devido às condições climáticas, a persistência de gelo permanente no topo da montanha é improvável a longo prazo; a erosão parece ter sido episódica com maxima durante interglaciais e não há evidência de formação cirque. Lichens foram encontrados na montanha.

## História de erupção
O Monte Hampton é um dos vulcões mais antigos da Antártica e esteve ativo no Mioceno. Apesar disso, é menos erodido do que alguns vulcões mais jovens na região; em geral, as idades dos vulcões da Terra de Marie Byrd não estão correlacionadas com seu estado de erosão. Parece que Whitney Peak é a metade mais velha do edifício e que a atividade vulcânica então migrou para o Monte Hampton. Mais geralmente, o volcanismo na Faixa do Comitê Executivo migrou para o sul ao longo do tempo a uma taxa média de 0,7 centímetros por ano, embora o Monte Hampton e seu vizinho do sul, o Monte Cumming, estivessem simultaneamente ativos há 10 milhões de anos.
As últimas erupções parasitárias ocorreram há cerca de 11,4 milhões de anos e as datas radiométricas mais jovens são de 8,3 milhões de anos. Como em outros vulcões da Terra de Marie Byrd, a atividade parasitária no Monte Hampton ocorreu após um longo período de dormência.